# Partita a scacchi (Andrea Landini)
La Partita a scacchi è un dipinto di Andrea Landini (1847-1935) firmato A. Landini, in basso a sinistra e databile 1870 ca.

## Descrizione
Il pittore fiorentino Andrea Landini dopo una prima fase, in cui dipinse soggetti storici o episodi tratti dalla vita di Dante, di Savonarola e di Petrarca, nello stile del purismo toscano, si specializzò in scene di genere. Era conosciuto, soprattutto in Francia, per le sue scene d'interno, in cui erano rappresentati cardinali, colti nel loro viver quotidiano. Nei loro sfarzosi palazzi, arredati con ricche suppellettili in stile Luigi XVI, questi cardinali sembrano lontani dai loro doveri di cura delle anime e si abbandonano a piccoli piaceri: brindano a champagne, sorseggiano il caffè corretto al liquore, vezzeggiano gattini e cagnolini e giocano a scacchi.

### Giornata di un cardinale francese
In una serie di quadri, verosimilmente dipinti nella stessa epoca, Andrea Landini per rappresentare il cardinale si è servito dello stesso modello: un signore lievemente obeso, sulla sessantina, florido e sorridente. Lo ha ritratto sempre nelle fluenti vesti cardinalizie, sereno, comodamente seduto su una poltroncina e coi piedi poggiati su un cuscino ricoperto con velluto verde e passamanerie dorate: lo ha dipinto in situazioni diverse, nell'arco della giornata. In un quadro lo vediamo nel suo studio, mentre legge un libretto ameno, accanto alla sua scrivania dove è poggiato il giornale Figaro; lo ritroviamo in un altro dipinto, mentre alza il calice colmo di champagne insieme ad altri cardinali; adesso sorseggia da solo un caffè corretto al liquore; oppure legge un quotidiano francese, allungando le membra sulla poltroncina. Eccolo, in un altro dipinto, mentre gioca con un gattino che ha tratto da una cesta, dove si agita il resto della nidiata di gattini. Sulla stessa poltroncina, Landini lo ritrae accanto a un tavolo dove è disposta la scacchiera. Lo stesso cardinale, in un altro quadro tiene in mano l'orologio e sembra chiedersi. "Quando arriva?". L'amico è arrivato: è il suo avversario a scacchi. L'esito della partita è argomento di questo dipinto.

### Gli scacchi
La partita si svolge in un angolo di un salotto, sopra un tavolo coperto da una tovaglia bianca con pizzo veneziano. Sul ripiano del camino di marmo poggiano un grande orologio di bronzo dorato e due girandoles. Alla parete è dipinta una amena scena di corteggiamento. A destra, un paravento con damasco dorato separa e protegge  l'angolo del gioco dal resto del salotto. Il cardinale ha di fronte il suo avversario, vestito in abiti settecenteschi e  con parrucca bianca. Indossa una giacca ricamata con una festosa cascata di rose. Alza il braccio e tra le dita tiene il cavallo bianco: è scacco matto. Il cardinale, seduto di fronte all'avversario, lo sa: riflette, è un po' rabbuiato.
In una variante di questo dipinto, che è al Plymouth City Museum and Art Gallery, i personaggi sono ritratti in attitudini opposte: il gentiluomo è perplesso davanti alla scacchiera, mentre il cardinale sembra aver vinto la partita.
Esiste anche un altro quadro di Landini, che sembra la conclusione dell'incontro a scacchi: lo stesso cardinale e lo stesso nobiluomo conversano amabilmente, seduti alla stessa tavola, davanti a una tazza di caffè fragrante.

## Galleria d'immagini

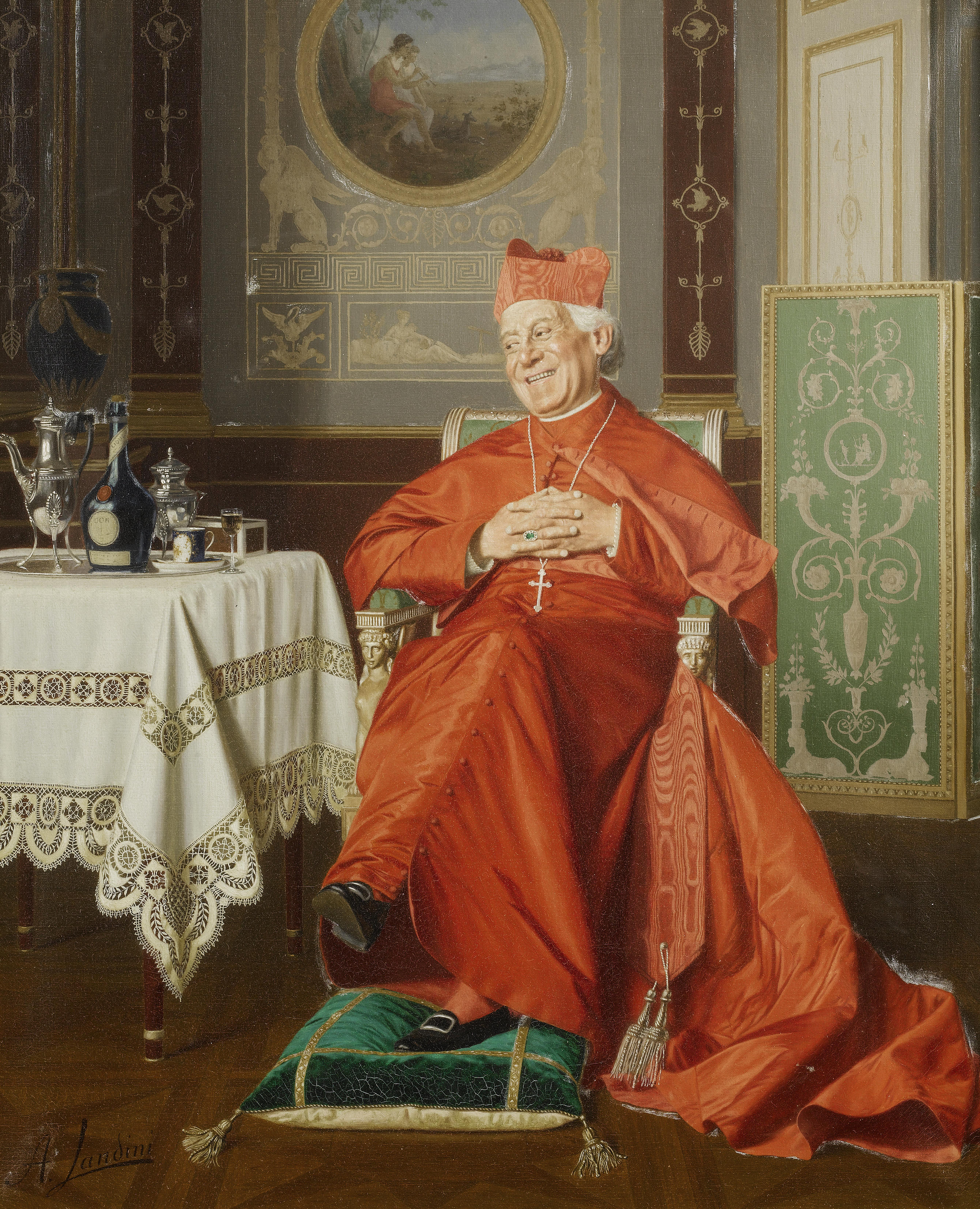
Andrea Landini - L'attesa
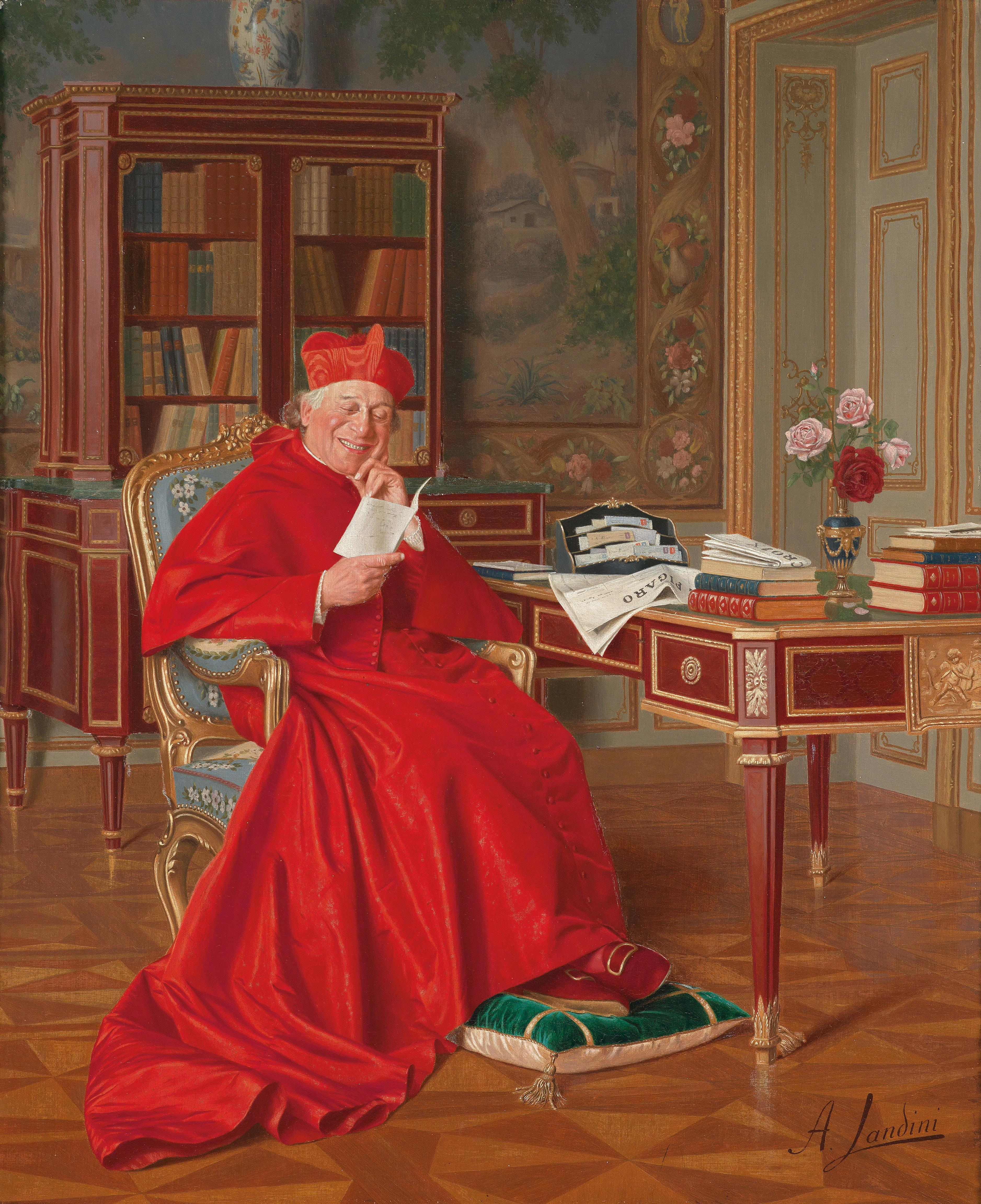
Andrea Landini - La lettura
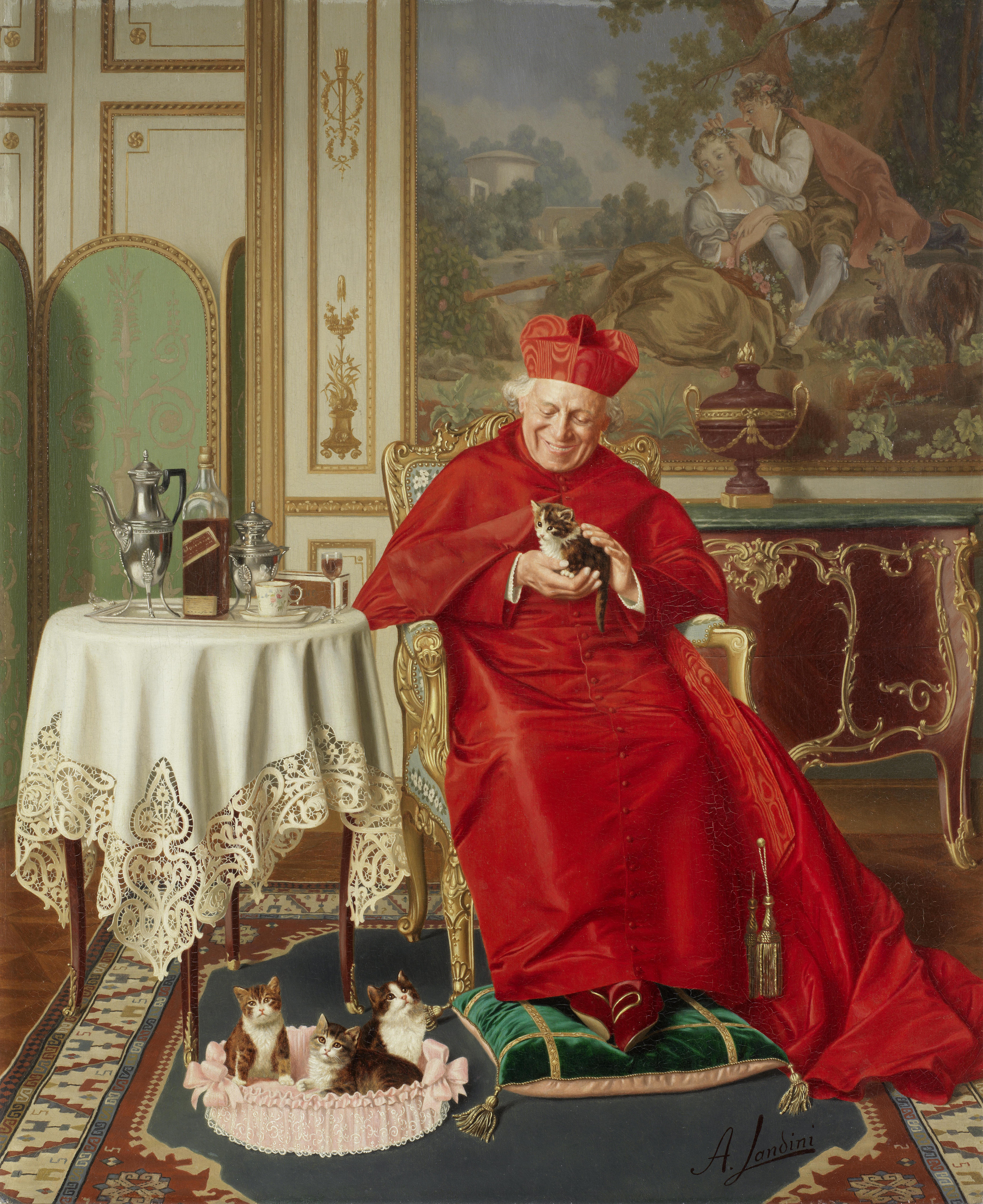
Andrea Landini - Il favorito del cardinale
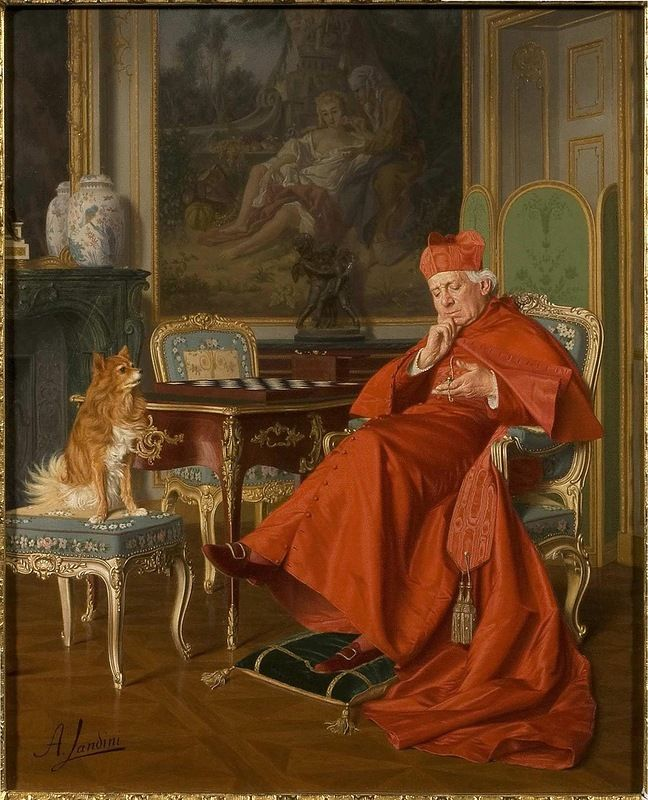
Andrea Landini - Prima della partita a scacchi 1870 ca